# انهایپن
انهایپن (به انگلیسی: Enhypen؛ به کره‌ای: 엔하이픈، معمولاً به این سبک نوشتاری ENHYPEN است) گروه پسرانهٔ هفت نفرهٔ اهل کرهٔ جنوبی است که توسط بیلیفت لب، یک سرمایه‌گذاری مشترک بین سی‌جی ئی‌ان‌ام و هایب کورپوریشن، تشکیل شده است. این گروه از طریق برنامه تلویزیونی مسابقهٔ بقا آی-لند تشکیل شده است، و متشکل از هفت عضو است: جونگ‌وون، هیسونگ، جی، جیک، سونگ‌هون، سونو و نیکی. انهایپن در ۳۰ نوامبر ۲۰۲۰ با انتشار آلبوم چندآهنگهٔ مرز: روز اول فعالیت خود را آغاز کرد.

## نام
انهایپن، نام این گروه است که از طریق پخش زندهٔ قسمت فینال آی-لند معرفی شد. براساس ریشه‌شناسی، انهایپن نام خود را از نماد خط پیوند (-) (به انگلیسی: Hyphen) گرفته است، که معانی جدیدی از جمله «اتصال، اکتشاف و رشد» ایجاد می‌کند. همانطوری که خط پیوند کلمات مختلف را به هم وصل می‌کند تا معانی جدید را کشف کند، هدف انهایپن هم «کنار هم قرار گرفتن، با هدف وصل کردن، شناختن و با هم رشد کردن برای خلق یک کنش جدید» است.

## حرفه

### قبل از شروع به کار: آی-لند

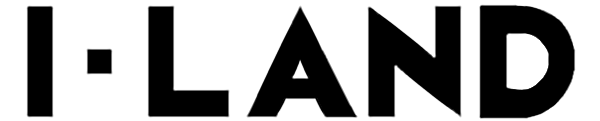
لوگوی آی-لند.

در مارس ۲۰۱۹، بیلیفت لب توسط آژانس‌های سرگرمی کره جنوبی سی‌جی ئی اند ام و هایب کورپوریشن با برنامه‌ریزی برای ایجاد یک گروه موسیقی جدید در سال ۲۰۲۰، بنیانگذاری شد. آزمون‌های گزینشی در همان ماه در سئول، و برای سایر کارآموزان در ایالات متحده آمریکا، تایوان و ژاپن برای کارآموزهای پسر متولد سال‌های بین ۱۹۹۷ و ۲۰۰۸ آغاز شد. در ۸ مه ۲۰۱۸، شبکهٔ تلویزیونی ام‌نت اعلام کرد که برنامهٔ مسابقات بقا، آی-لند سرمایه‌گذاری مشترک هر دو شرکت است که «روند تولد هنرمندان کی-پاپ نسل آینده را دنبال می‌کند». انهایپن از طریق آی-لند شکل گرفت، که شامل ۲۳ کارآموز پسر بود، برخی از آنها از ادیشن بیلیفت بودند و برخی دیگر از بیگ هیت میوزیک (که سابقاً بیگ هیت انترتینمنت بود) منتقل شدند و سپس همهٔ آن‌ها زیر نظر بیلیفت لب آموزش داده شدند. این برنامه به صورت هفتگی از شبکهٔ ام‌نت از ۲۶ ژوئن تا ۱۸ سپتامبر ۲۰۲۰ به روی آنتن رفت و در سطح بین‌المللی از طریق کانال یوتیوب «ناشران هایب» پخش شد. این برنامه به دو بخش تقسیم شد. ۱۲ شرکت‌کننده از بخش اول به بخش دوم این مجموعه راه یافتند. در قسمت فینال این برنامه، هفت نفر از نُه نفر شرکت کنندهٔ فینال انتخاب شدند، که شش نفر توسط رده‌بندی جهانی و آخرین عضو توسط تهیه‌کنندگان انتخاب شدند. لاین‌آپ دبیوی این گروه شامل هفت عضو است: هیسونگ، جی، جیک، سونگ‌هون، سونو، جونگ‌وون و نیکی که از طریق پخش زنده قسمت فینال اعلام شد.

### ۲۰۲۰–اکنون: آغاز فعالیت با مرز: روز اول، دومین آلبوم چندآهنگه و اولین آلبوم استودیویی
در ۲۲ اکتبر ۲۰۲۰، یک تریلر با عنوان «انتخاب کردن-انتخاب شده» در کانال یوتیوب انهایپن منتشر شد و اعلام شد که این گروه در نوامبر ۲۰۲۰ فعالیت خود را آغاز خواهد کرد. تریلر دوم با عنوان «شفق-سپیده‌دم» سه روز بعد پخش شد و به دنبال آن یک جفت مود برد مفهومی در ۲۷ اکتبر منتشر شد. در ۲۸ اکتبر، بیلیفت لب اعلام کرد که انهایپن اولین آلبوم چندآهنگهٔ خود، مرز: روز اول را در ۳۰ نوامبر ۲۰۲۰ منتشر خواهد کرد. این گروه، پیش از آغاز فعالیتشان، بیش از یک میلیون دنبال‌کننده به‌طور همزمان در پلتفرم‌های رسانه‌های اجتماعی تیک تاک، توئیتر، یوتیوب، اینستاگرام و وی لایو به دست آورد.
در ۴ نوامبر، گزارش شد که پیش‌فروش این آلبوم در مدت تنها دو روز از مرز ۱۵۰٬۰۰۰ کپی گذشت. تا ۲۱ نوامبر، تعداد پیش‌فروش‌های این آلبوم از مرز ۳۰۰٬۰۰۰ کپی گذشت. آلبوم چندآهنگه (ئی‌پی) مرز: روز اول و تک‌آهنگ لید آن «داده شده-پس گرفته شده» در ۳۰ نوامبر ۲۰۲۰ همراه با یک نمایش اجرای زنده برای ترویج آن، منتشر شد. در ۴ دسامبر ۲۰۲۰، انهایپن به‌طور رسمی اولین فعالیت خود را در برنامهٔ بانک موسیقی شبکهٔ کی‌بی‌اس انجام داد، جایی که گروه، «داده شده-پس گرفته شده» را اجرا کرد.
مرز: روز اول در جایگاه شماره ۳۹ جدول آلبوم‌های سالانهٔ اوریکون ۲۰۲۰ قرار گرفت، و با فروش ۳۱۸٬۵۲۸ کپی در یک روز، در جایگاه شماره دو جدول آلبوم‌های گائون کره جنوبی قرار گرفت و و به پرفروش‌ترین آلبوم توسط یک گروه کی-پاپ که در سال ۲۰۲۰ فعالیتشان را آغاز کرده بودند، تبدیل شد. پس از دو هفته از آغاز فعالیت، این گروه جایزهٔ «نکست لیدر» را در مراسم فکت میوزیک اواردز ۲۰۲۰ دریافت کرد.
در فوریه ۲۰۲۱، مرز: روز اول گواهی‌نامهٔ پلاتین، اولین گواهی‌نامهٔ این گروه در کره جنوبی، را از انجمن محتوای موسیقی کره (کی‌ام‌سی‌ای) دریافت کرد. در ۲۵ مارس ۲۰۲۱، بیلیفت لب اعلام کرد که انهایپن کامبک خود را در آخر ماه آوریل انجام خواهد داد. یک تریلر با عنوان «مقدمه: دعوت» در ۵ آوریل منتشر شد و اعلام شد که دومین آلبوم چند آهنگهٔ آن‌ها مرز: کارناوال است. این آلبوم چندآهنگه همراه با تک‌آهنگ لید آن «مست-گیج» در ۲۶ آوریل ۲۰۲۱ منتشر شد. در ۸ آوریل، اعلام شد که پیش‌فروش این آلبوم در مدت سه روز از مرز ۳۷۰٬۰۰۰ کپی گذشت. پیش از روز انتشار، تعداد پیش‌فروش‌های این آلبوم از مرز ۴۵۰٬۰۰۰ کپی گذشته بود. در ۲۷ آوریل، جدول هانتو رتبه‌بندی‌های روزانهٔ آلبوم فیزیکی را منتشر کرد که انهایپن در جایگاه اول با فروش کل ۳۱۹٬۰۷۳ کپی بود و یک رکورد شخصی جدیدی از بالاترین فروش آلبوم در روز اول را ثبت کرد.
در ۴ مه، گروه اولین برد خود در برنامه‌های موسیقی را برای برنامهٔ د شو شبکهٔ اس‌بی‌اس ام‌تی‌وی با اجرای آهنگ «مست-گیج» دریافت کرد. و به زودی در برنامه‌های موسیقی شو چمپین و بانک موسیقی نیز برنده شد.
دومین آلبوم چندآهنگهٔ آنها، مرز: کارناوال، در جایگاه شماره یک جدول آلبوم‌های اوریکون قرار گرفت و با فروش بیش از ۸۳٬۰۰۰ کپی، گروه برای اولین بار در ژاپن در صدر جدول قرار گرفت. در ۲۵ مه، مرز: کارناوال در جایگاه شماره ۱۸ جدول بیلبورد ۲۰۰ قرار گرفت. این همچنین در جایگاه شماره ۳ فروش‌های جهانی آهنگ دیجیتال برای «مست-گیج»، جایگاه شماره ۹ در آلبوهای جهانی، جایگاه شماره ۴ در تاپ آلبوم سیلز، جایگاه شماره ۴ در تاپ کارنت آلبوم سیلز و جایگاه شماره ۶ در تست‌میکر آلبومز قرار گرفت. علاوه بر این، انهایپن رتبهٔ ۱۸ جدول بیلبورد آرتیست ۱۰۰ را نیز کسب کرد.
در ۶ ژوئیهٔ ۲۰۲۱، انهایپن اولین فعالیت خود در ژاپن را با سینگل «مرز: هاکانایی» آغاز خواهد کرد که شامل «فراموشم نکن»، که به عنوان آهنگ تیتراژ آغازین انیمهٔ ری-مین به کار می‌رود، و ورژن ژاپنی آهنگ‌های «داده شده-پس گرفته شده» و «بگذار وارد شوم (۲۰ مکعب)» است.
در ۲۹ ژوئیهٔ ۲۰۲۱، انهایپن با مجموعهٔ تلویزیونی پویانمایی رایانه‌ای «تایو، اتوبوس کوچک» با بازسازی آهنگ تمِ آن، «هی تایو» و با انتشار یک آهنگ جدید به نام «بیلی پوکو» همکاری کرد.
در ۲۵ اوت ۲۰۲۱، بیلیفت لب تأیید کرد که انهایپن کامبک خود را در اواخر سپتامبر انجام خواهند داد. در ۲ سپتامبر ۲۰۲۱، بیلیفت لب اعلام کرد که اعضای انهایپن، هیسونگ، جی، جیک، سونگ‌هون و جونگ‌وون، آزمایش آن‌ها برای کووید ۱۹ مثبت است. در ۵ سپتامبر، آزمایش نیکی عضو انهایپن نیز مثبت بود. در ۱۶ سپتامبر ۲۰۲۱، بیلیفت لب گزارش کرد که اعضای گروه از کووید ۱۹ بهبود یافته‌اند و اولین فول آلبوم آن‌ها، بُعد: دوراهی در ۱۲ اکتبر منتشر خواهد شد، همراه با یک تریلر با عنوان «مقدمه: مه و برف» که در ۱۷ سپتامبر منتشر خواهد شد. در ۲۳ سپتامبر، گزارش شد که تعداد پیش فروش‌های این آلبوم، از مرز ۶۰۰٬۰۰۰ کپی در شش روز گذشت. تا ۷ اکتبر، تعداد پیش‌فروش‌ها از مرز ۹۱۰٬۰۰۰ کپی گذشت. پس از انتشار آلبوم در ۱۲ اکتبر، این آلبوم ۵۰۱٬۷۴۸ کپی در روز انتشار در جدول‌های هانتو به فروش رساند، و همچنین در جایگاه شماره ۱ جدول آلبوم‌های اوریکون در ژاپن و جدول آلبوم‌های گائون در کره جنوبی قرار گرفت.

## اعضا
- هیسونگ (희승)[۲]
- جی (제이)[۲]
- جیک (제이크)[۲]
- سونگ‌هون (성훈)[۲]
- سونو (선우)[۲]
- جونگ‌وون (정원)[۲] — لیدر
- نیکی (니키)[۲]

## پشتیبانی‌ها
در ژوئن ۲۰۲۱، انهایپن به عنوان اولین سفیر جهانی برند مد فرانسوی «آمی» (Ami) اعلام شد.

## ترانه‌شناسی

### آلبوم‌های استودیویی
| عنوان       | جزئیات                                                                                    | بالاترین موقعیت جدول‌ها | بالاترین موقعیت جدول‌ها | بالاترین موقعیت جدول‌ها | بالاترین موقعیت جدول‌ها | بالاترین موقعیت جدول‌ها | بالاترین موقعیت جدول‌ها | بالاترین موقعیت جدول‌ها | بالاترین موقعیت جدول‌ها | فروش‌ها                   |
| عنوان       | جزئیات                                                                                    | KOR                    | BEL                    | GER                    | JPN                    | JPN Hot                | SWI                    | UK                     | US                     | فروش‌ها                   |
| ----------- | ----------------------------------------------------------------------------------------- | ---------------------- | ---------------------- | ---------------------- | ---------------------- | ---------------------- | ---------------------- | ---------------------- | ---------------------- | ------------------------ |
| بعد: دوراهی | - تاریخ انتشار: ۱۲ اکتبر ۲۰۲۱ - ناشر: بیلیفت لب، جینی، استون - قالب: سی‌دی، دانلود دیجیتال | ۱                      | ۱۳                     | ۸                      | ۱                      | ۱                      | ۳۳                     | ۸۱                     | ۱۱                     | - ژاپن: ۱۲۰٬۴۲۲ (فیزیکی) |

### آلبوم‌های چندآهنگه
| عنوان                                                                  | جزئیات                                                                                       | بالاترین موقعیت جدول‌ها | بالاترین موقعیت جدول‌ها | بالاترین موقعیت جدول‌ها | بالاترین موقعیت جدول‌ها | بالاترین موقعیت جدول‌ها | بالاترین موقعیت جدول‌ها | بالاترین موقعیت جدول‌ها | بالاترین موقعیت جدول‌ها | بالاترین موقعیت جدول‌ها | بالاترین موقعیت جدول‌ها | فروش‌ها                                                                | گواهی‌نامه‌ها                                    |
| عنوان                                                                  | جزئیات                                                                                       | KOR                    | BEL                    | GER                    | HUN                    | JPN                    | JPN Hot                | POL                    | SWI                    | US                     | US World               | فروش‌ها                                                                | گواهی‌نامه‌ها                                    |
| ---------------------------------------------------------------------- | -------------------------------------------------------------------------------------------- | ---------------------- | ---------------------- | ---------------------- | ---------------------- | ---------------------- | ---------------------- | ---------------------- | ---------------------- | ---------------------- | ---------------------- | --------------------------------------------------------------------- | ---------------------------------------------- |
| مرز: روز اول                                                           | - تاریخ انتشار: ۳۰ نوامبر ۲۰۲۰ - ناشر: بیلیفت لب، جینی، استون - قالب‌ها: سی‌دی، دانلود دیجیتال | ۲                      | ۶۰                     | ۹۵                     | ۲۹                     | ۲                      | ۲                      | —                      | ۹۹                     | —                      | ۱۴                     | - کره جنوبی: ۵۲۵٬۹۷۰ - ژاپن: ۱۱۹٬۹۸۰ (فیزیکی) - ژاپن: ۱٬۲۹۰ (دیجیتال) | - کی‌ام‌سی‌ای: ۲× پلاتینیوم                       |
| مرز: کارناوال                                                          | - تاریخ انتشار: ۲۶ آوریل ۲۰۲۱ - ناشر: بیلیفت، جینی، استون - قالب‌ها: سی‌دی، دانلود دیجیتال     | ۱                      | ۱۷                     | ۲۶                     | ۱۹                     | ۱                      | ۱                      | ۲۸                     | ۶۴                     | ۱۸                     | ۱                      | - کره جنوبی: ۷۳۶٬۷۷۲ - ژاپن: ۱۲۷٬۲۱۶ (فیزیکی) - ایالات متحده: ۲۰٬۰۰۰  | - کی‌ام‌سی‌ای: ۲× پلاتین - آرآی‌ای‌جی: طلا (فیزیکی) |
| مانیفست: روز اول                                                       | - تاریخ انتشار: ۴ ژوئیه ۲۰۲۲ - ناشر: بیلیفت، جینی استون - قالب‌ها: سی‌دی، دانلود دیجیتال       | ن/م                    | ن/م                    | ن/م                    | ن/م                    | ن/م                    | ن/م                    | ن/م                    | ن/م                    | ن/م                    | ن/م                    | ن/م                                                                   | ن/م                                            |
| «—» بیانگر ضبط شده‌ای است که در قلمروی آن جدول نبوده یا منتشر نشده است. |                                                                                              |                        |                        |                        |                        |                        |                        |                        |                        |                        |                        |                                                                       |                                                |

### تک‌آهنگ‌ها
| عنوان                                                                  | سال  | بالاترین موقعیت جدول | بالاترین موقعیت جدول | بالاترین موقعیت جدول | بالاترین موقعیت جدول | بالاترین موقعیت جدول | فروش‌ها                                         | گواهینامه‌ها                    | آلبوم            |
| عنوان                                                                  | سال  | KOR                  | HUN                  | ژاپن                 | ژاپن                 | US World             | فروش‌ها                                         | گواهینامه‌ها                    | آلبوم            |
| عنوان                                                                  | سال  | KOR                  | HUN                  | JPN                  | JPN Hot              | US World             | فروش‌ها                                         | گواهینامه‌ها                    | آلبوم            |
| ---------------------------------------------------------------------- | ---- | -------------------- | -------------------- | -------------------- | -------------------- | -------------------- | ---------------------------------------------- | ------------------------------ | ---------------- |
| «داده شده-پس گرفته شده»                                                | ۲۰۲۰ | —                    | —                    | ۱                    | ۳                    | ۱۳                   | - JPN: 252,854 (فیزیکی) - KOR: 13,131 (فیزیکی) | - آرآی‌ای‌جی: پلاتین (فیزیکی)    | مرز: روز اول     |
| «مست-گیج»                                                              | ۲۰۲۱ | ۱۱۸                  | ۳۰                   | ۱                    | ۴۴                   | ۳                    | - JPN: 340,771 (فیزیکی) - KOR: 47,727 (فیزیکی) | - آرآی‌ای‌جی: ۲× پلاتین (فیزیکی) | مرز: کارناوال    |
| «رام-شتابان»                                                           | ۲۰۲۱ | ۱۱۰                  | —                    | ۱                    | ۱                    | ۱۱                   | - JPN: 340,771 (فیزیکی) - KOR: 47,727 (فیزیکی) | - آرآی‌ای‌جی: ۲× پلاتین (فیزیکی) | بعد: دوراهی      |
| «قرین رحمت-قرین خشم»                                                   | ۲۰۲۲ | ۱۱۴                  | —                    | —                    | ۳۲                   | ۷                    |                                                |                                | بعد: پاسخ        |
| «آینده کامل»                                                           | ۲۰۲۲ | ن/م                  | ن/م                  | ن/م                  | ن/م                  | ن/م                  |                                                |                                | مانیفست: روز اول |
| «—» بیانگر ضبط شده‌ای است که در قلمروی آن جدول نبوده یا منتشر نشده است. |      |                      |                      |                      |                      |                      |                                                |                                |                  |

### تک‌آهنگ‌های تبلیغاتی
| عنوان       | سال  | آلبوم             |
| ----------- | ---- | ----------------- |
| «هی تایو»   | ۲۰۲۱ | تک‌آهنگ بدون آلبوم |
| «بیلی پوکو» | ۲۰۲۱ | تک‌آهنگ بدون آلبوم |

 یکی یدونه ۲۰۲۳
Keep swimming through ۲۰۲۳

### سایر آهنگ‌های قرارگرفته در جداول
| عنوان                      | سال  | بالاترین موقعیت جداول | آلبوم         |
| عنوان                      | سال  | US World              | آلبوم         |
| -------------------------- | ---- | --------------------- | ------------- |
| «بگذار وارد شوم (۲۰ مکعب)» | ۲۰۲۰ | ۲۴                    | مرز: روز اول  |
| «فلیکر»                    | ۲۰۲۰ | ۲۵                    | مرز: روز اول  |
| «تب»                       | ۲۰۲۱ | ۱۸                    | مرز: کارناوال |
| «فروشی نیست»               | ۲۰۲۱ | ۲۱                    | مرز: کارناوال |

## ویدیوگرافی

### موزیک ویدئوها
| عنوان                                | سال  | کارگردان(ها)          | منابع   |
| ------------------------------------ | ---- | --------------------- | ------- |
| «داده شده-پس گرفته شده»              | ۲۰۲۰ | چوی یونگ-سوک (لومپنس) | [ ۱۰۴ ] |
| «بگذار وارد شوم (۲۰ مکعب)»           | ۲۰۲۰ | جونگ-نوری (کازمو)     | [ ۱۰۵ ] |
| «مست-گیج»                            | ۲۰۲۱ | چوی یونگ-سوک (لومپنس) | [ ۱۰۶ ] |
| «تب»                                 | ۲۰۲۱ | جونگ نو-ری (کازمو)    | [ ۱۰۷ ] |
| «داده شده-پس گرفته شده [ورژن ژاپنی]» | ۲۰۲۱ | سونگ ونمو             | [ ۱۰۸ ] |
| «رام-شتابان»                         | ۲۰۲۱ | چوی یونگ-سوک (لومپنس) | [ ۱۰۹ ] |
| «رام-شتابان» (ورژن ساحل)             | ۲۰۲۱ | چوی یونگ-سوک (لومپنس) | [ ۱۱۰ ] |

### سایر ویدئوها
| عنوان                 | سال  | کارگردان(ها)       | منابع   |
| --------------------- | ---- | ------------------ | ------- |
| «مقدمه: سربه راه باش» | ۲۰۲۰ | گیمبو              | [ ۱۱۱ ] |
| «خاتمه: از خط رد شو»  | ۲۰۲۱ | گیمبو، کیم ره هیون | [ ۱۱۲ ] |
| «مقدمه: دعوت»         | ۲۰۲۱ | گیمبو، استارتسفر   | [ ۱۱۳ ] |
| «خاتمه: کرم‌چاله»      | ۲۰۲۱ | گیمبو، استارتسفر   | [ ۱۱۴ ] |
| «مقدمه: مه و برف»     | ۲۰۲۱ | گیمبو، استارتسفر   | [ ۱۱۵ ] |

### دی‌وی‌دی
| عنوان                            | جزئیات آلبوم                                                                     | بالاترین موقعیت جداول | فروش‌ها         |
| عنوان                            | جزئیات آلبوم                                                                     | ژاپن                  | فروش‌ها         |
| -------------------------------- | -------------------------------------------------------------------------------- | --------------------- | -------------- |
| احوال پرسی‌های فصلی انهایپن       | - تاریخ انتشار: ۱۵ ژانویه ۲۰۲۱ - ناشر: پلی کامپنی کراپ. - قالب: دی‌وی‌دی + فوتوبوک | ۱                     | - ژاپن: ۱۲٬۷۵۸ |
| ۲۰۲۱ انهایپن فن میتینگ「اِن-کنکت] | - تاریخ انتشار: ۱۶ ژوئیه ۲۰۲۱ - ناشر: بیلیفت لب - قالب: دی‌وی‌دی + فوتوبوک         | ۳                     | - ژاپن: ۵٬۹۳۹  |

## فیلم‌شناسی

### تلویزیون
| سال  | عنوان       | شبکه      | توضیحات                                              | منابع             |
| ---- | ----------- | --------- | ---------------------------------------------------- | ----------------- |
| ۲۰۲۰ | آی-لند      | ام‌نت      | سی‌جی ئی‌ان‌ام و هایب کورپوریشن، برنامه رقابتی، ۱۲ قسمت | [ ۱ ] [ ۵ ] [ ۸ ] |
| ۲۰۲۱ | «زمین بازی» | جی‌تی‌بی‌سی۲ | همراه تی‌اکس‌تی؛ ویژهٔ سال نو قمری، وریتی شو، ۲ قسمت    | [ ۱۱۹ ]           |

### برنامه‌های آنلاین
| سال       | عنوان             | شبکه                   | توضیحات                                      | منابع                   |
| --------- | ----------------- | ---------------------- | -------------------------------------------- | ----------------------- |
| ۲۰۲۰–۲۰۲۱ | «انهایپن اند های» | یوتیوب، وی‌ورس، ام‌نت    | ریلتی شو، ۲ فصل                              | [ ۱۲۰ ] [ ۱۲۱ ] [ ۱۲۲ ] |
| ۲۰۲۱      | «المپیک کوچک»     | یوتیوب                 | ۲ قسمت                                       | [ ۱۲۳ ]                 |
| ۲۰۲۱      | «ان-ساعت»         | یوتیوب، وی‌ورس، وی لایو | ورایتی شو، اولین قسمت در ۱۰ ژوئن ۲۰۲۱ پخش شد | [ ۱۲۴ ]                 |

### رادیو
| سال  | عنوان                          | شبکه            | توضیحات | منابع   |
| ---- | ------------------------------ | --------------- | ------- | ------- |
| ۲۰۲۱ | «تمامِ شبِ انهایپن با نیپون اکس» | سیستم پخش نیپون | DJs     | [ ۱۲۵ ] |

## کنسرت‌ها و تورها

### فن میتینگ
| تاریخ        | عنوان   | شهر  | کشور      | محل انجام              | منبع    |
| ------------ | ------- | ---- | --------- | ---------------------- | ------- |
| ۶ فوریه ۲۰۲۱ | اِن-کِنِکت | سئول | کره جنوبی | بِلواِسکوئر مسترکارد هال | [ ۱۲۶ ] |

### کنسرت مشارکتی
- پخش زندهٔ شب سال نو ۲۰۲۱[۱۲۷]

## جوایز و نامزدی‌ها
| مراسم جوایز                      | سال  | بخش                                                             | نامزد/اثر    | نتیجه     | منابع   |
| -------------------------------- | ---- | --------------------------------------------------------------- | ------------ | --------- | ------- |
| فکت میوزیک اواردز                | ۲۰۲۰ | جایزه نکست لیدر                                                 | انهایپن      | برنده     | [ ۱۲۸ ] |
| فکت میوزیک اواردز                | ۲۰۲۱ | جایزه هنرمند برگزیده فن اند استارFan & Star Choice Artist Award | انهایپن      | در انتظار | [ ۱۲۹ ] |
| جوایز وفاداری مشتری با نام تجاری | ۲۰۲۱ | جایزه بهترین آیدل تازه‌کار مرد                                   | انهایپن      | نامزدشده  | [ ۱۳۰ ] |
| جوایز برند سال                   | ۲۰۲۱ | جایزه آیدل تازه‌کار مرد                                          | انهایپن      | در انتظار | [ ۱۳۱ ] |
| جوایز موسیقی جدول گائون          | ۲۰۲۱ | جایزه هنرمند تازه‌کار سال - فیزیکی                               | مرز: روز اول | برنده     | [ ۱۳۲ ] |
| جوایز گلدن دیسک                  | ۲۰۲۱ | جایزه هنرمند تازه‌کار سال                                        | انهایپن      | برنده     | [ ۱۳۳ ] |
| جوایز گلدن دیسک                  | ۲۰۲۱ | جایزه محبوبیت کوراپراکس                                         | انهایپن      | نامزدشده  | [ ۱۳۴ ] |
| جوایز گلدن دیسک                  | ۲۰۲۱ | جایزه محبوبیت موسیقی کیوکیو                                     | انهایپن      | نامزدشده  | [ ۱۳۵ ] |
| جوایز موسیقی سئول                | ۲۰۲۱ | جایزه هنرمند تازه‌کار سال                                        | انهایپن      | برنده     | [ ۱۳۶ ] |
| جوایز موسیقی سئول                | ۲۰۲۱ | جایزه محبوبیت کی-ویو                                            | انهایپن      | نامزدشده  | [ ۱۳۷ ] |
| جوایز موسیقی سئول                | ۲۰۲۱ | جایزه محبوبیت                                                   | انهایپن      | نامزدشده  | [ ۱۳۷ ] |

### فهرست‌ها
| ناشر        | سال  | فهرست                                                                  | جایگاه      | منابع   |
| ----------- | ---- | ---------------------------------------------------------------------- | ----------- | ------- |
| بیلبورد کره | ۲۰۲۱ | بهترین تازه‌کار                                                         | جایگیری شده | [ ۱۳۸ ] |
| جوایز گرمی  | ۲۰۲۱ | ۵ گروه در حالِ پیشرفت از هنرمندان کره‌ای که باید بشناسیم                 | جایگیری شده | [ ۱۳۹ ] |
| تایم        | ۲۰۲۱ | ۶ گروهِ تازه‌کار کی-پاپ که باید در سال ۲۰۲۱ مورد اقبال عمومی قرار بگیرند | جایگیری شده | [ ۱۴۰ ] |
| توییتر      | ۲۰۲۰ | ۱۰ مورد از سریعترین روندهای موزیکال کی-پاپ در سال ۲۰۲۰                 | پنجم        | [ ۱۴۱ ] |

## واژه‌نامه
1. ↑  Hybe Labels
2. ↑  Choose-Chosen
3. ↑  Dusk-Dawn
4. ↑  Given-Taken
5. ↑  Intro: The Invitation
6. ↑  Drunk-Dazed
7. ↑  BORDER: 儚い, Border: Hakanai; Border: Transient
8. ↑  Forget Me Not
9. ↑  Let Me In (20 CUBE)
10. ↑  Hey Tayo
11. ↑  Billy Poco
12. ↑  Intro: Whiteout
13. ↑  Tamed-Dashed
14. ↑  Blessed-Cursed
15. ↑  Future Perfect (Pass the Mic)
16. ↑  Flicker
17. ↑  Fever
18. ↑  Not for Sale
19. ↑  Tamed-Dashed
20. ↑  Intro: Walk the Line
21. ↑  Outro: Cross the Line
22. ↑  Outro: The Wormhole
23. ↑  Whiteout
24. ↑  Enhypen Season's Greetings
25. ↑  2021 ENHYPEN FANMEETING「EN-CONNECT]
26. ↑  Playground
27. ↑  Enhypen & Hi
28. ↑  The Mini Olympics
29. ↑  En-O'Clock
30. ↑  Enhypen's All Night Nippon X
31. ↑  EN-CONNECT
32. ↑  Bluesquare Mastercard Hall